# Contea di Calhoun (Mississippi)
La contea di Calhoun, in inglese Calhoun County, è una contea dello Stato USA del Mississippi. Al censimento del 2000 la popolazione era di 15 069 abitanti. Il capoluogo di contea è Pittsboro. La contea deve il suo nome a John C. Calhoun, membro del Senato degli Stati Uniti.

## Geografia fisica
L'U.S. Census Bureau certifica che l'estensione della contea è di 1523 km², di cui 1519 km² composti da terra e 4 km² composti di acqua.

## Infrastrutture e trasporti

### Strade
- Mississippi Highway 8
- Mississippi Highway 9
- Mississippi Highway 32

## Contee confinanti
- Contea di Lafayette, Mississippi - nord
- Contea di Pontotoc, Mississippi - nord-est
- Contea di Chickasaw, Mississippi - est
- Contea di Webster, Mississippi - sud
- Contea di Grenada, Mississippi - sud-ovest
- Contea di Yalobusha, Mississippi - ovest

## Storia
La Contea di Calhoun è stata istituita l'8 giugno 1852, ed è stata formata da parte dei territori delle contee di Chickasaw, Lafayette e Yalobusha.

## Città
- Big Creek
- Bruce
- Calhoun City
- Derma
- Pittsboro
- Slate Springs
- Vardaman